# Obryv Ledjanaja Stena
Obryv Ledjanaja Stena (englische Transkription von russisch Обрыв Ледяная Стена Obryw Ledjanaja Stena, deutsch ‚Eiswandbruch‘) ist ein Kliff im ostantarktischen Coatsland. Es ragt nordöstlich der Parry-Halbinsel auf.
Russische Wissenschaftler benannten es deskriptiv.